# Battaglia di San Romano (1432)
La battaglia di San Romano fu combattuta il 1º giugno 1432, a San Romano, località ubicata nei comuni di San Miniato e Montopoli in Val d'Arno, ad una cinquantina di chilometri da Firenze, tra le truppe fiorentine di Niccolò da Tolentino, e quelle senesi, comandate da Francesco Piccinino. La battaglia si svolse nell'ambito della terza fase delle cosiddette guerre di Lombardia (1431-1433), che vedeva Firenze, alleata di Venezia e appoggiata dal papa, opposta alla rivale Repubblica di Lucca e ai suoi alleati, Siena, Milano e Genova. Il risultato è generalmente considerato favorevole ai fiorentini, ma nelle cronache senesi era considerato una vittoria.

## La battaglia
I fiorentini spiegarono circa 4 000 cavalli e 2 000 fanti. Il combattimento, durato approssimativamente sei o sette ore, consisté in una serie di scontri di cavalleria pesante. Alberico Novello da Barbiano, che si era accampato nei pressi di Montopoli, fu sorpreso da un contingente di cavalleria nemico che dapprima riuscì a respingere e da cui fu poi messo in rotta una volta sopraggiunti rinforzi fiorentini. Fu decisivo l'intervento di un secondo corpo fiorentino di cavalleria comandato da Michele Attendolo.

## Arte
La battaglia è stata raffigurata in un grande trittico dipinto dall'artista rinascimentale Paolo Uccello: la Battaglia di San Romano. Nei secoli, i tre pannelli che componevano l'opera, sono stati separati e si trovano oggi in gallerie a Firenze, Londra e Parigi:
- Niccolò da Tolentino alla battaglia di San Romano (1438-1440 circa), tempera all'uovo con olio di noci e olio di lino su tavola, 182 x 320 cm, National Gallery, Londra[3];
- Niccolò da Tolentino scalza Bernardino della Carda nella battaglia di San Romano (data incerta tra il 1435 e il 1455), tempera su tavola, 182 x 320 cm, Galleria degli Uffizi, Firenze;
- Il contrattacco di Michelotto da Cotignola nella battaglia di San Romano (1455 circa), tavola in legno, 182 x 317 cm, Museo del Louvre, Parigi.